# Sonate K. 510
La sonate K. 510 (F.454/L.277) en ré mineur est une œuvre pour clavier du compositeur italien Domenico Scarlatti.

## Présentation
La sonate K. 510, en ré mineur, notée Allegro molto à Parme (et seulement Allegro à Venise), est la seconde d'une paire avec la sonate précédente, dans le relatif majeur. La K. 510 se termine également en majeur. Dès la fin de l'ouverture, le traitement est polyphonique, presque note contre note.
Les copistes de Parme et Venise appliquent des bécarres à l'armure pour marquer le changement de ton avec la sonate précédente, comme ils le font souvent lorsque les paires sont dans le relatif (par exemple K. 527).

## Manuscrits
Le manuscrit principal est le numéro 27 du volume XII (Ms. 9783) de Venise (1756), copié pour Maria Barbara ; les autres sont Parme XIV 27 (Ms. A. G. 31419), Münster (D-MÜp) I 33 (Sant Hs 3964) et Vienne C 28 (VII 28011 C).

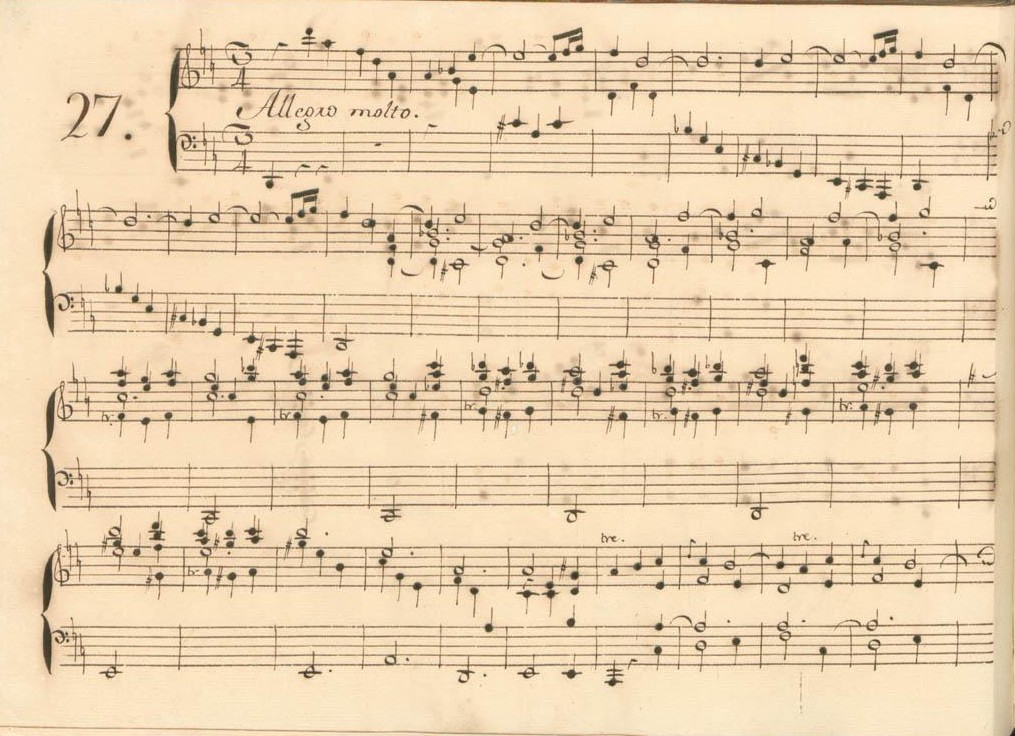
Parme XIV 27.
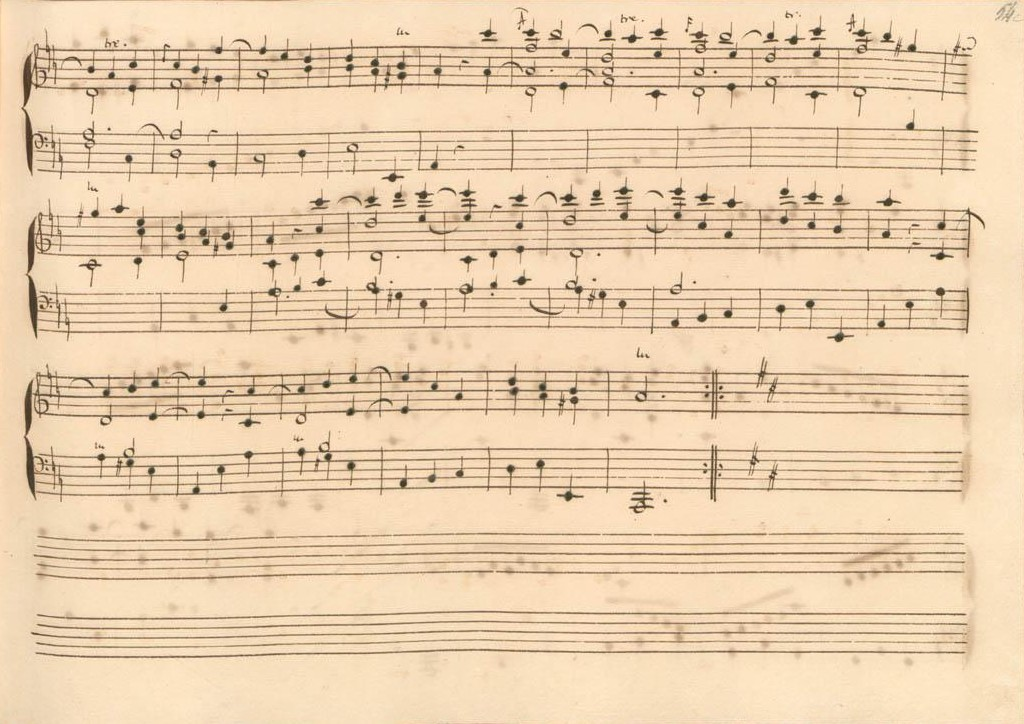
Parme XIV 27 (fin de la première section).
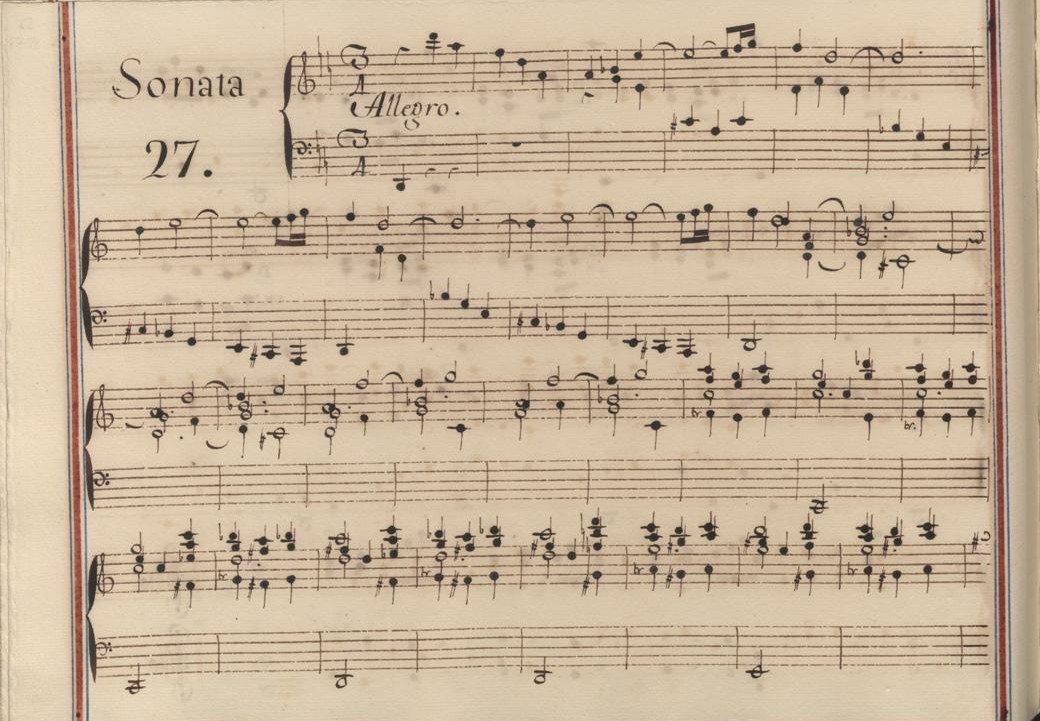
Venise XII 27.
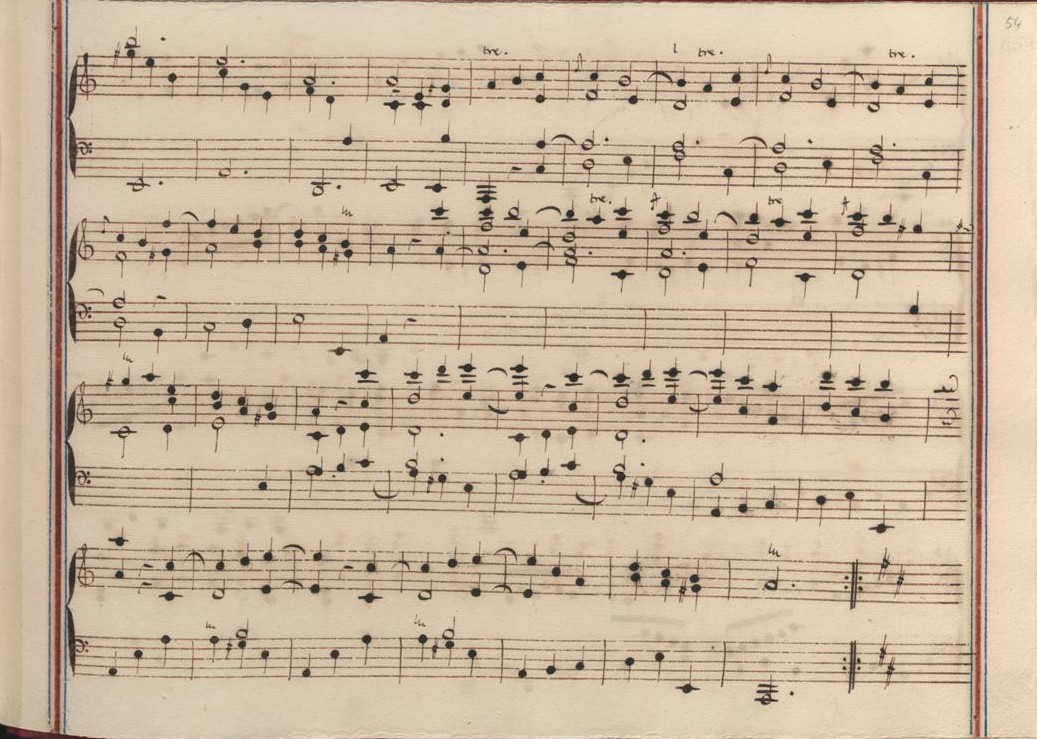
Venise XII 27 (fin de la première section).
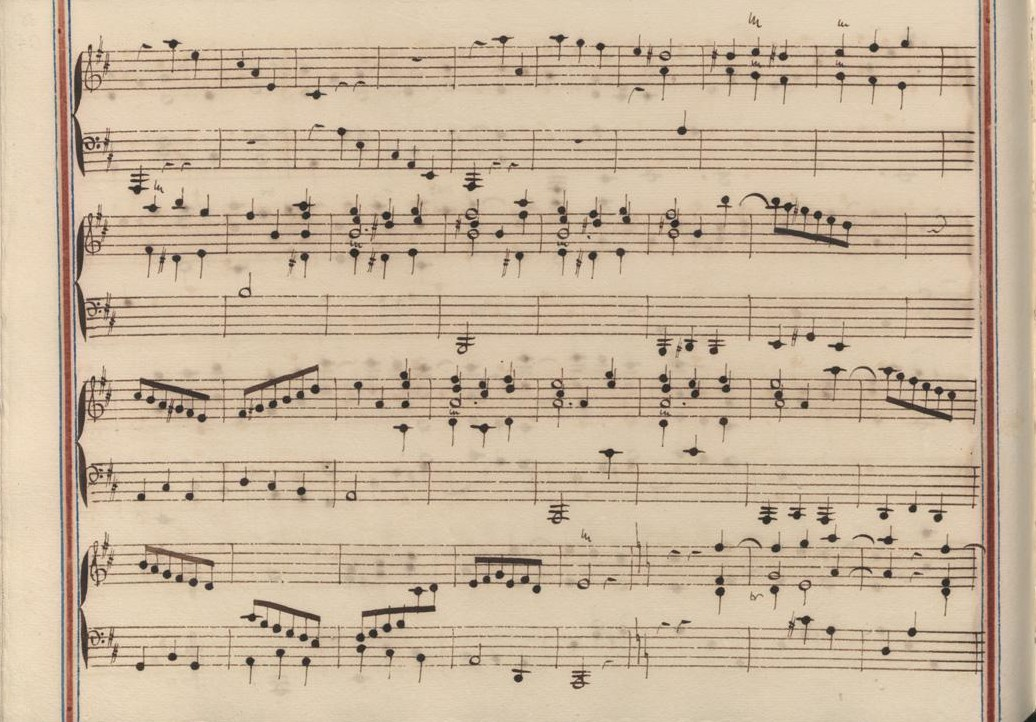
Venise XII 27 (début de la seconde section).
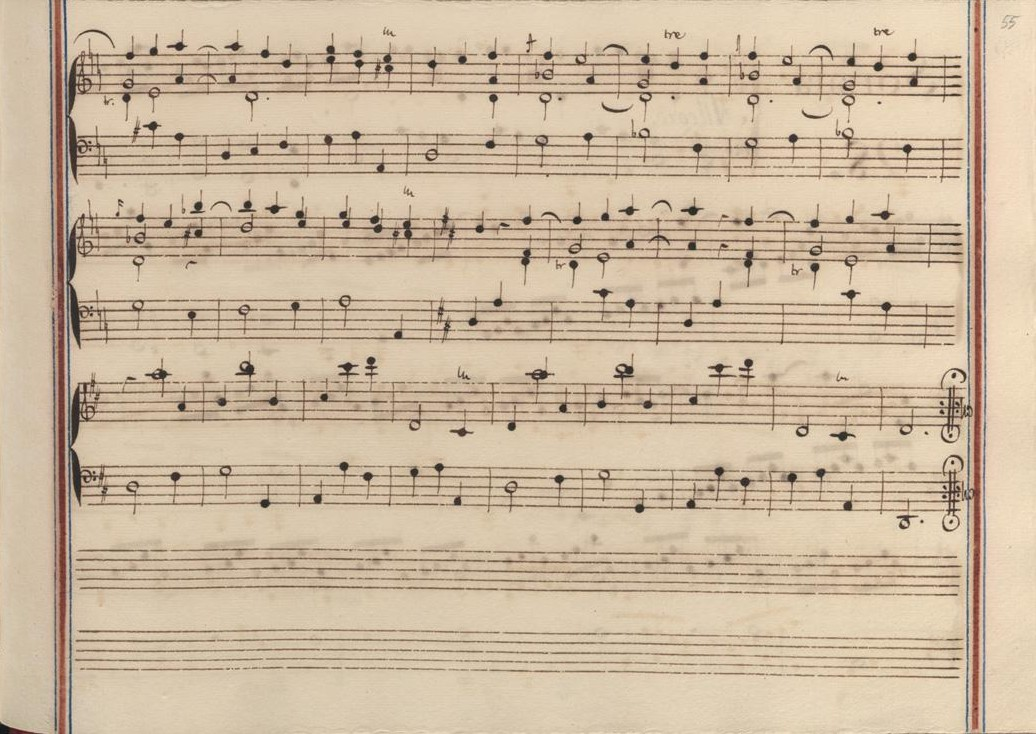
Venise XII 27 (fin de la sonate).

## Interprètes
La sonate K. 510 est défendue au piano notamment par Carlo Grante (2016, Music & Arts, vol. 5) et Sergio Monteiro (2017, Naxos, vol. 18) ; au clavecin, elle est jouée par Luciano Sgrizzi (1979, Erato); Scott Ross (1985, Erato), Richard Lester (2004, Nimbus, vol. 5) et Pieter-Jan Belder (2007, Brilliant Classics, vol. 11).

## Sources
: document utilisé comme source pour la rédaction de cet article.
- Ralph Kirkpatrick (trad. de l'anglais par Dennis Collins), Domenico Scarlatti, Paris, Lattès, coll. « Musique et Musiciens », 1982 (1re éd. 1953 (en)), 493 p. (ISBN 978-2-7096-0118-4, OCLC 954954205, BNF 34689181).
- Alain de Chambure, « Domenico Scarlatti, Intégrale des sonates — Scott Ross », Erato/Éditions Costallat (2564-62092-2 (livret : 2292-45309-2)), 1985 (OCLC 891183737) .
- (en) Malcolm Boyd, Domenico Scarlatti : master of music, New York, Macmillan, 1987, xi-302 (OCLC 470280952, BNF 42875007, lire en ligne)